# Okayama Seagulls
Le Okayama Seagulls (岡山シーガルズ) sono una società pallavolistica femminile giapponese, con sede a Okayama. Militano nel massimo campionato giapponese, la SV.League. Si tratta dell'unico club della V.Premier League a non appartenere ad una società che lo sponsorizza e lo finanzia.

## Storia
Le Okayama Seagulls vengono fondate nel 1999, prendendo subito parte alla V.League dalla stagione 1999-00, in cui si classificano al nono posto. Nella stagione 2006-07, giungono fino alle semifinali di campionato, classificandosi al quarto posto.

## Rosa 2013-2014
| N° | Nome              | Ruolo | Data di nascita   | Nazionalità sportiva |
| -- | ----------------- | ----- | ----------------- | -------------------- |
| -  | Akiyoshi Kawamoto | All   | 7 aprile 1953     | Giappone             |
| 1  | Minami Yoshida    | S     | 27 maggio 1988    | Giappone             |
| 2  | Mai Yamaguchi     | C     | 7 marzo 1983      | Giappone             |
| 3  | Yuki Sasaki       | S     | 23 maggio 1985    | Giappone             |
| 4  | Rika Seki         | C     | 17 dicembre 1988  | Giappone             |
| 5  | Mai Fukuda        | S     | 30 gennaio 1984   | Giappone             |
| 6  | Natsumi Horiguchi | P     | 10 agosto 1991    | Giappone             |
| 7  | Moe Sasaki        | S     | 18 marzo 1992     | Giappone             |
| 8  | Aki Kawabata      | S     | 4 ottobre 1989    | Giappone             |
| 9  | Mai Takeda        | C     | 23 marzo 1994     | Giappone             |
| 11 | Megumi Kurihara   | S     | 31 luglio 1984    | Giappone             |
| 12 | Natsumi Murata    | S     | 14 maggio 1985    | Giappone             |
| 13 | Midori Kitamura   | P     | 21 gennaio 1989   | Giappone             |
| 14 | Haruka Miyashita  | P     | 1º settembre 1994 | Giappone             |
| 17 | Arisa Kobayashi   | C     | 10 gennaio 1986   | Giappone             |
| 18 | Junko Kanamori    | L     | 4 settembre 1974  | Giappone             |
| 19 | Aki Kurokawa      | S     | 15 dicembre 1992  | Giappone             |
| 20 | Aki Maruyama      | L     | 6 ottobre 1990    | Giappone             |
| 22 | Rina Urabe        | C     | 22 gennaio 1991   | Giappone             |
| 27 | Yuka Morita       | P     | 7 febbraio 1991   | Giappone             |
| 28 | Aimi Kawashima    | C     | 15 aprile 1990    | Giappone             |